# Токарев, Сергей Павлович
Сергей Павлович Токарев (24 сентября 1919, Долгое, Орловская губерния — 9 мая 1989, Липки, Тульская область) — командир отделения 352-й отдельной разведывательной роты (295-я стрелковая дивизия (2-го формирования), 5-я ударная армия, 1-й Белорусский фронт), сержант, участник Советско-финляндской войны и Великой Отечественной войны, кавалер ордена Славы трёх степеней.

## Биография
Родился в деревне Долгое Орловской губернии (в настоящее время Верховский район Орловской области) в крестьянской семье. В 1936 году окончил 7 классов школы, работал в Орле на железнодорожной станции.
В октябре 1939 года Верховским райвоенкоматом был призван в ряды Красной армии, с декабря 1939 года участвовал в советско-финской войне. В боях Великой Отечественной войны с августа 1941 года.
9 марта 1944 года разведгруппа, в которой состоял ефрейтор Токарев, форсировала Днепр в районе Херсона и углубилась в тыл противника. Из автомата лично уничтожил 2-х солдат противника, а когда один из разведчиков был ранен, вынес его вместе с оружием из боя. В уличных боях 13 марта в Херсоне броском гранаты уничтожил ручной пулемёт противника и взял в плен одного солдата. 31 марта в боях за Очаков взял в плен 2-х солдат противника и одного убил. 10 апреля в боях за Одессу лично взял в плен одного солдата противника и одного убил. Приказом по 295-й дивизии от 29 апреля 1944 года был награждён орденом Славы 3-й степени.
28 июля 1944 года в составе группы захвата проник в расположение противника юго-западнее населённого пункта Шерпены (Молдавия). Во время схватки с врагом сразил 3 гитлеровцев, 1 пленил, огнём прикрывал отход группы разведчиков. Будучи ранен, продолжал вести бой. Приказом по 5-й ударной армии от 18 августа 1944 года награждён орденом Славы 2-й степени.
Приказом по дивизии от 24 сентября 1944 года награждён медалью «За отвагу» за то, что 25 августа обнаружил и уничтожил наблюдателя противника и пулемётный расчёт. Представлялся к ордену Красной Звезды.
2 февраля 1945 года группе разведчиков была поставлена задача по выявлению противника на окраине города Кюстрин. Находясь на задании, разведчики обнаружили группу солдат противника, двигавшихся по направлению к группе. Токарев был направлен в обход этой группы и, выбрав удобную позицию, огнём из автомата уничтожил 7 солдат. Остальные были захвачены подоспевшими разведчиками. Приказом по дивизии от 20 февраля 1945 года награждён орденом Красной Звезды.
10 февраля 1945 года, находясь в разведке в районе Кюстрина по захвату контрольного пленного, с обеспечивающей группой подобрался к дому, уничтожил часового, захватил пулемёт и забросал окна дома, где находились 15 солдат, гранатами. Дождавшись основной группы захвата, подобрались к намеченному объекту где уничтожил 15 солдат и пулемётную точку. Был захвачен контрольный пленный, задача была выполнена. Приказом по 5-й ударной армии от 5 марта 1945 года он был награждён орденом Отечественной войны 2-й степени.
В ночь с 27 на 28 февраля 1945 года будучи в разведке подобрался к переднему краю противника в районе стрельбища у города Кюстрин, выявил огневые точки, ночью с группой захвата с группой захвата подобрался к переднему краю противника и забросал его гранатами. Ворвавшись в траншею, взял контрольного пленного. Приказом по 5-й ударной армии от 18 марта 1945 года награждён орденом Красного Знамени.
В боях за Берлин 1 мая 1945 года командир отделения сержант Токарев уничтожил из автомата 10 солдат противника и противотанковой гранатой подавил дот. Указом Президиума Верховного Совета СССР от 15 мая 1946 года награждён орденом Славы 1-й степени.
В июне 1946 года уволен в запас. Работал мастером по обслуживанию насосных установок в городе Липки Тульской обл.
Скончался 9 мая 1979 года.